# Typowość
Typowość – cecha oznaczająca realizację jakiegoś wzoru, normy, modelu utrwalonego w serii podobnych zachowań, postaw, zdarzeń.
Wiąże się ona z uogólnieniem, wskazaniem na to, co reprezentatywne, charakterystyczne dla danego czasu, miejsca, środowiska.
W odniesieniu do tekstów kultury typowość może dotyczyć struktury tekstu (np. typowa fabuła, typowy narrator, bohater), norm gatunkowych (oznacza wówczas klasykę, western, bajkę), norm wyznaczonych przez tendencje artystyczne czy filozoficzne danych czasów (np. typowy bohater romantyczny, dramat modernistyczny, tematyka pozytywistyczna) oraz stworzonych przez autora (np.typowy bohater szekspirowski). 
Typowość jest cechą literatury realistycznej. Pojawia się w tekstach mających zdefiniowana, wyrazistą i zamkniętą strukturę gatunkową (np. typowa dobra lub zła postać komiksowa, typowy film hollywoodzki.